# Pełcza
Pełcza (Pilcza. niem. Friedrichshorst) – wieś w zachodniej Polsce położona w województwie wielkopolskim, w powiecie czarnkowsko-trzcianeckim, w gminie Drawsko. 
W latach 1975–1998 miejscowość administracyjnie należała do województwa pilskiego.
Wieś Pełcza została założona w 1763 roku na życzenie króla Prus Fryderyka II Wielkiego Pierwotnie we wsi osiedleni zostali olędrzy, których zadaniem było osuszać tereny wokół wsi. Do 1945 roku funkcjonował tutaj kościół oraz szkoła po których dziś nie ma już śladu. Aktualnie na terenie wsi działa Koło Gospodyń Wiejskich "Pełczanki''.